# ضريح حافظ الأسد
ضريح حافظ الأسد أو ضريح الأسد والمعروف رسميًا باسم "ضريح القائد الخالد" في عهد النظام البعثي، كان ضريح عائلة الأسد، التي حكمت سوريا من عام 1971 حتى عام 2024. تركزت الأحداث بشكل رئيسي حول ضريح الرئيس السوري السابق حافظ الأسد ونجله الأكبر باسل الأسد. يقع الضريح في قرية القرداحة في محافظة اللاذقية، ضمن الجبال الساحلية السورية. كانت القرية ذات الأغلبية العلوية هي الموطن التقليدي لعائلة الأسد. في 8 كانون الأول/ديسمبر 2024، خلال معركة دمشق إلى سقوط نظام الأسد. وفي 11 ديسمبر، دُمر الضريح.

## تاريخ

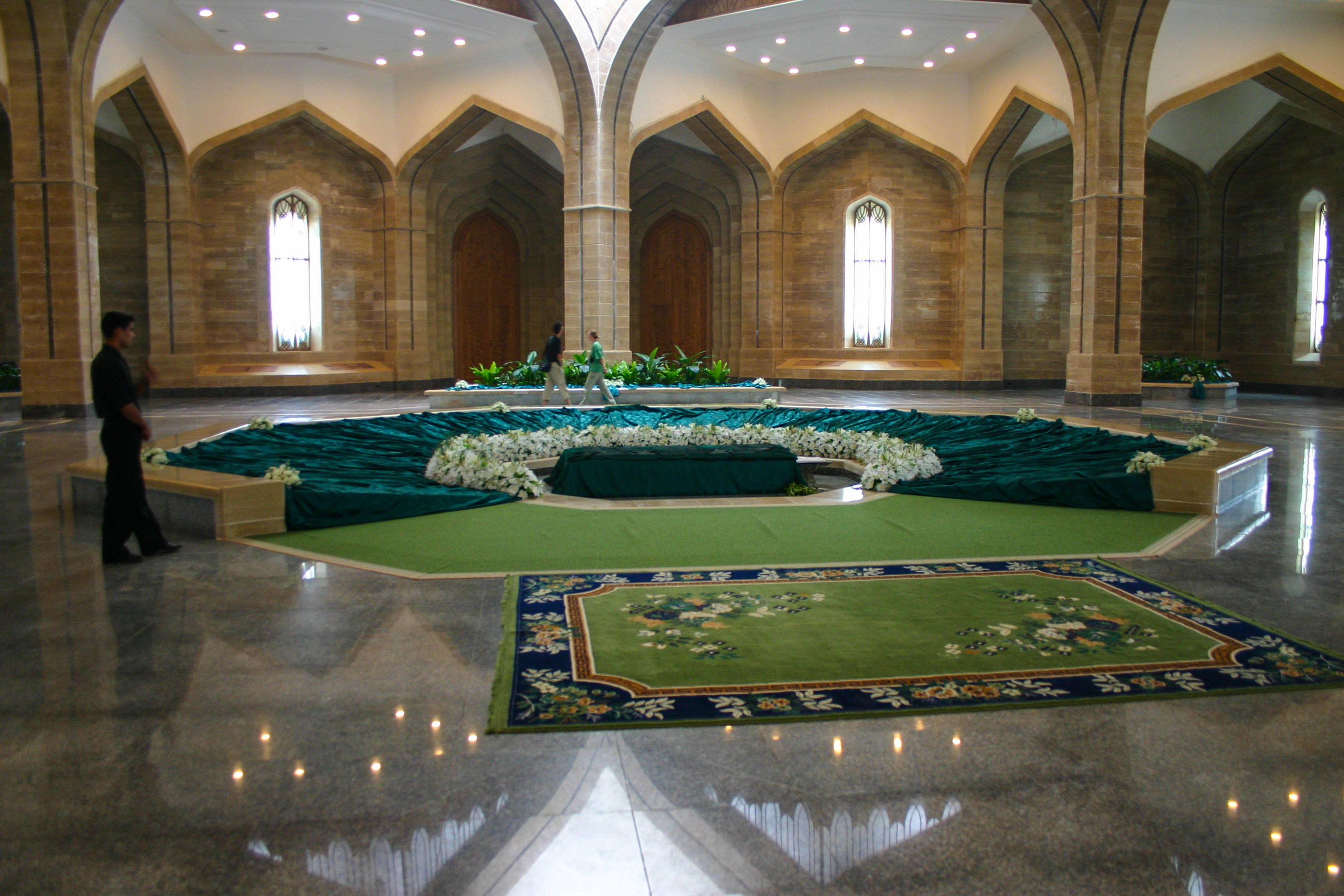
نعش حافظ الأسد 2005

في عام 1989، كلفت الحكومة السورية المهندس المعماري عبد الرحمن نعسان بتصميم مسجد ناعسة في القرداحة، والذي سمي على اسم ناعسة شاليش الأسد، والدة الرئيس حافظ الأسد آنذاك. ومنذ ذلك الحين، أصبحت القرداحة مركزاً لترويج نظام الأسد لـ"عبادة الشخصية".
في عام 1994، توفي باسل الأسد، الابن الأكبر للرئيس والخليفة المعين له، في حادث سيارة. قامت الحكومة السورية بدفنه بالقرب من المسجد وبنت له ضريحًا. في 10 يونيو 2000، توفي حافظ الأسد فجأة نتيجة نوبة قلبية. وبعد جنازة رسمية في دمشق، نقل جثمانه بطائرة عسكرية إلى مسجد نعيسة ودفن في وسط الضريح. ومنذ ذلك الحين، كان ضريح الأسد وابنه تحت حراسة وصيانة قوات الأمن السورية وكان مفتوحًا للسياح. بشار الأسد، الابن الثاني لحافظ الأسد والأخ الأصغر لباسل، أصبح رئيسًا لسوريا بعد وفاة والده.
بعد سقوط نظام الأسد في ديسمبر 2024، دُمرت الأضرحة وأشعلت النيران فيها وحُرقت من قبل مقاتلي المعارضة السورية. نُشرت مقاطع فيديو لرجال مسلحين يحرقون قبر الأسد ويتبولون عليه على الإنترنت. في 28 أبريل من عام 2025، أظهرت مقاطع فيديو وصور على وسائل التواصل الاجتماعي نبش قبره من قبل أفراد مجهولين. وبحسب ما ورد فقد تم نقل رفاته إلى مكان مجهول.

## البناء
كان الضريح مزيجًا من العمارة السورية الكلاسيكية والعمارة الحديثة. وكان الهيكل العام مثمن الشكل. كان التصميم الداخلي نظيفًا ومضبطًا. كانت المساحة الداخلية كبيرة وواسعة، مع العديد من الهياكل المقوسة الشاهقة الارتفاع. وقد زُين الجزء الخارجي من المبنى بآيات من القرآن الكريم مكتوبة على الحجر.

## روابط خارجية
- قبر حافظ الأسد، القرداحة، سوريا